# Säffle distrikt
Säffle distrikt är ett distrikt i Säffle kommun och Värmlands län. Distriktet ligger omkring Säffle i södra Värmland, vid Vänern. 

## Tidigare administrativ tillhörighet
Distriktet inrättades 2016 och utgörs av en del av området Säffle stad omfattade till 1971, delen som före 1943 utgjorde By socken.
Området motsvarar den omfattning Säffle församling hade vid årsskiftet 1999/2000.

## Tätorter och småorter
I Säffle distrikt finns en tätort men inga småorter.

### Tätorter
- Säffle (del av)